# Río Mero
El río Mero es un río del noroeste de la península ibérica que discurre por la provincia de La Coruña, Galicia, España.

## Curso
El río Mero nace en los montes de la Tieira y tras recorrer unos 41 km desemboca en la ría del Burgo. Atraviesa los municipios de Oza-Cesuras, Abegondo, Bergondo, Cambre, Culleredo y Oleiros. En él se encuentra el embalse de Abegondo-Cecebre y en su confluencia con el río Barcés forma el LIC del embalse de Abegondo-Cecebre, que pertenece en su mayor parte al municipio de Abegondo.

## Afluentes
- Por la margen izquierda: río Barcés, río Brexa, río Valiñas.
- Por la margen derecha: río Gándara.

## Aprovechamiento
El agua del embalse de Cecebre se suministra a los municipios de La Coruña, se hace potable en el ETAP de A Telva gestionada por Emalcsa. El ciclo del agua termina en la PTAR de Bens.

## Navegación
En el pasado, el río era navegable hasta el puerto de Sigrás. El trasiego de barcazas con personas y mercancías era habitual, principalmente para abastecer a la Casa de la Especiería de La Coruña. Esta posibilidad está actualmente limitada por la presa de A Barcala. En 1990, el alcalde de Cambre, Antonio Varela, envió una carta a la Confederación Hidrográfica del Norte solicitando la eliminación de esta presa.